# Чернуха, Вячеслав Васильевич
Чернуха Вячеслав Васильевич (р. 26 ноября 1954, поселок Джарабутак Адамовского района Оренбургской области) — первый Герой Российской Федерации, удостоенный этого звания за сельский труд как комбайнёр. Член общественной палаты Оренбургской области.Механизатор сельскохозяйственного производственного кооператива «Комсомольский» Адамовского района Оренбургской области.

## Биография
Родился 26 ноября 1954 года в поселке Джарабутак Адамовского района ныне Оренбургской области в крестьянской семье.
Окончив школу в 1971 г. и получив удостоверение тракториста, продолжил работать самостоятельно.
В 1973 г. окончил водительские курсы и стал работать шофёром в автомобильном гараже совхоза «Комсомольский».
В 1973—1975 гг. служил в Советской армии. После службы вернулся в родное хозяйство, продолжив работать водителем и совершенствуя свое мастерство.
В 1985 г. стал водителем 1-го класса.
В 1989 г. назначен заведующим автогаражом.
С 1991 по 1994 гг. учился в Адамовском сельскохозяйственном техникуме. На протяжении нескольких лет в период уборки урожая работал комбайнером.
В 2004 году Вячеслав Васильевич Чернуха, работая механизатором бригады № 4 СПК «Комсомольский» Адамовского района Оренбургской области, совершил героический поступок, проявив самоотверженность и решительность при тушении пожара на хлебном поле. Умело организовав работу и лично участвуя в ликвидации пожара, он спас от огня 550 гектаров посевов пшеницы, предотвратив ущерб хозяйству на сумму более 1,5 млн рублей, за что был удостоен звания Герой России

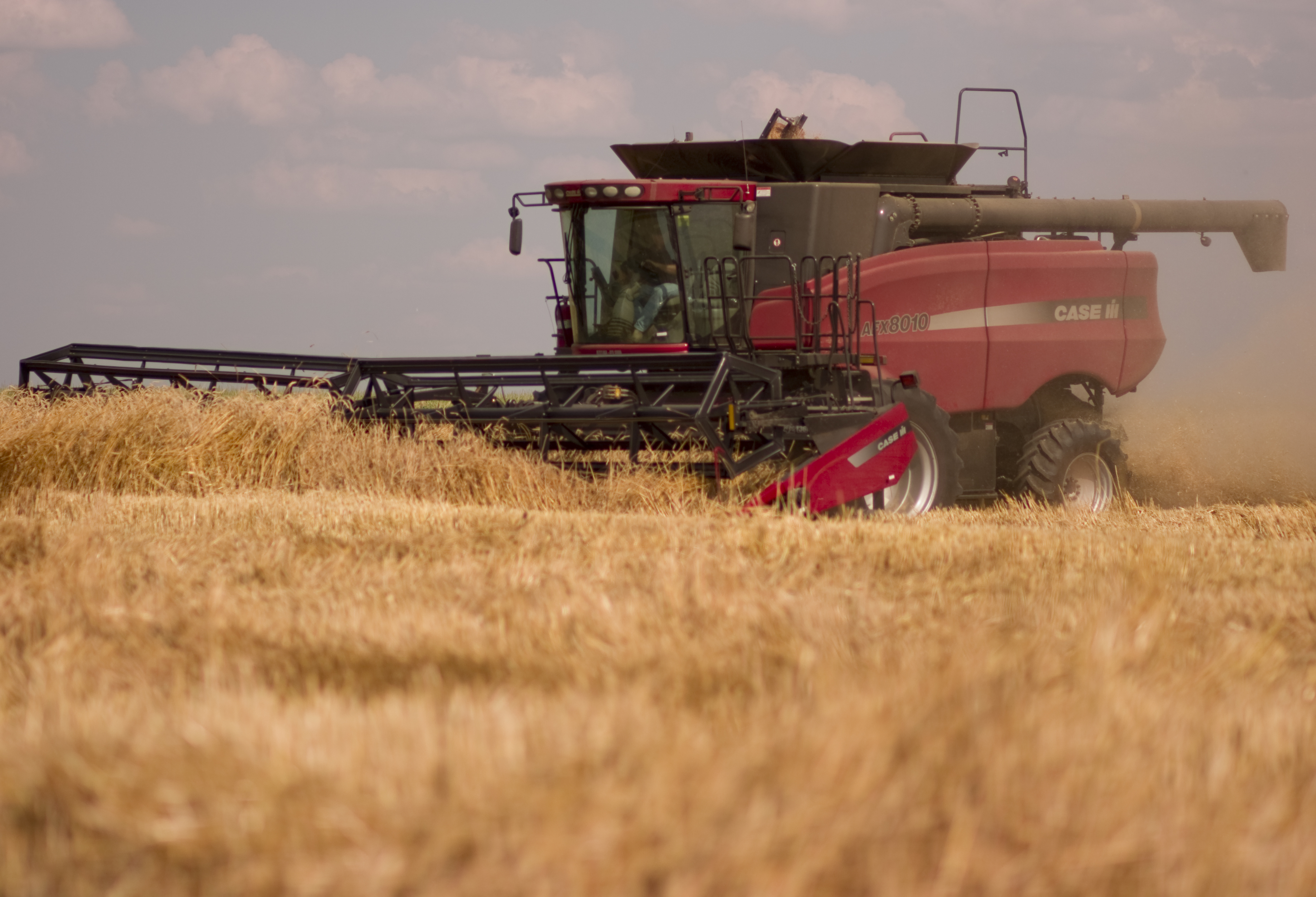
Современный широкозахватный комбайн фирмы CASE, на комбайне этой фирмы с 1999 года работает В. В. Чернуха

В указе на звание Героя основное — большие успехи в труде.
Губернатор Оренбуржья Чернышёв Алексей Андреевич.

## Награды
- Герой Российской Федерации (6.10.2005), стал первым удостоенным этого звания за сельский труд[3][5].
- В 2004 году награждён медалью «За труды по сельскому хозяйству»[3].